# نقص التأكسج الصامت
نقص التأكسج الصامت (بالإنجليزية:Silent hypoxia) أيضاً يدعى «نقص التأكسج السعيد (بالإنجليزية:happy hypoxia)» يشير إلى نقص التأكسج الذي لا يتزامن مع ضيق في التنفس، ومن المعروف أنه أحد مضاعفات مرض الكورونا 2019. يُعتقد أن سبب هذه الحالة هو فيروس كورونا المسبب لمتلازمة الالتهاب الرئوي الحاد الوخيم (SARS-CoV-2) التي تؤثر على تدفق الدم في الشعب الهوائية والأوعية الدموية داخل الرئتين والتي ستؤدي لتدفق الهواء بشكل غير مناسب ولكن بحدة لا تكفي لحدوث ضيق في التنفس، ومن التوقع أيضاً أن سببها هو حدوث خثرات دموية صغيرة داخل الرئتين. لقد ثبت أن معدلات التنفس لدى مرضى الكورونا تزداد تدريجياً ما يؤدي لنقص التأكسج الصامت، وقد ثبت أيضًا أن مرضى الكورونا يعانون من مستويات أقل من ضيق التنفس بعد التمرين مقارنة بالمرضى غير المصابين. ومن المعروف أن هذه الحالة سببها داء المرتفعات والالتهائب الرئوي الجوال.

## التشخيص
من الأدوات المستخدمة لتشخيص مرض نقص التأكس الصامت هو اختبار المشي لدة ست دقائق (6MWT) حيث يمشي المريض بوتيرة طبيعية لمدة ست دقائق من أجل مراقبة استجابته الفسيوليجية، ولقد كان مرضى الكورونا أكثر عرضة للإصابة بنقص الأكسجة الناجم عن ممارسة الرياضة دون أعراض من المرضى غير المصابين الذين عانوا من التليف الرئوي مجهول السبب. يمكن أيضاً اكتشاف الحالة عن طريق قياس التأكسج النبضي.

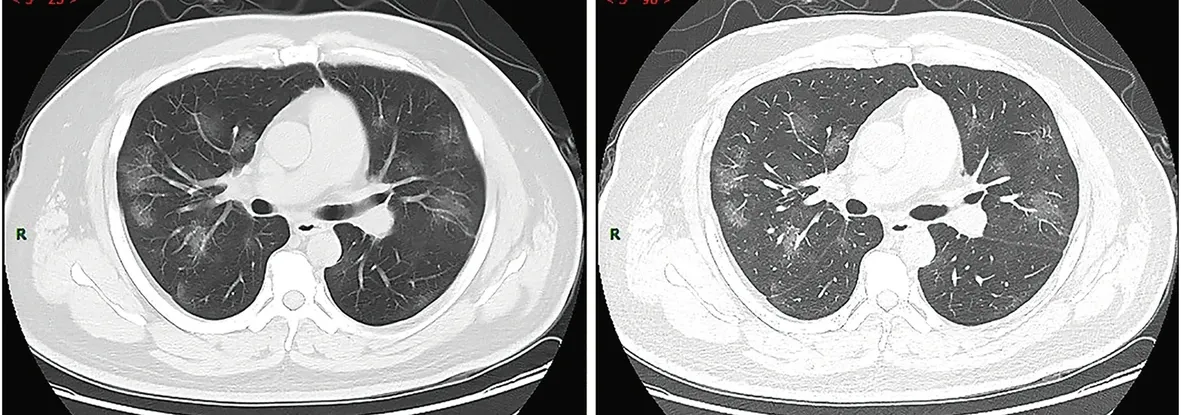

## التنبؤ
إن تشخيص نقص الأكسجة الصامت ضعيف بشكل عام، حيث يمكن أن تنخفض مستويات الأكسجين في الدم إلى أقل من 50 بالمائة دون أن يلاحظها أحد.